# Fort de l'Infernet
Le fort de l'Infernet est un ouvrage fortifié d'infanterie situé au nord-est de la commune de Briançon dans le département des Hautes-Alpes proche de la frontière italienne.

## Situation
Il est construit à 2 377 m d'altitude. Ce fort a pour vocation de fermer la frontière avec l'Italie en commandant à distance la vallée de la Durance, menant à Briançon.
Ses 12 canons de 138 et 155 mm, étaient orientés vers Plampinet, le massif du Gondran et le col de l'Izoard.

## Description
C'est un fort Séré de Rivières de première génération, ayant une forme d'hexagone. Sa garnison était prévue pour 210 hommes et 16 pièces d'artillerie. Un des premiers piliers de la nouvelle défense de Briançon.
Ce fort, dépourvu de caponnière, s'inscrit dans un hexagone, mais le terrain naturel impose plusieurs brisures dans ses fronts multipliant ces derniers sans qu'il soit utile de les détailler. L'entrée, précédée d'un pont démontable, s'ouvre face au nord-ouest entre deux pilastres. Sur la droite, son corps de garde a conservé les ossatures de ses grabats. Ce fort est bâti à flanc de montagne et ses différentes composantes s'étagent ainsi les unes au-dessus des autres jusqu'au sommet. L'entrée franchie, le chemin continue pour, après deux épingle à cheveux, déboucher dans la cour sommitale. Dans l'axe de l'entrée se trouve un premier bâtiment surmonté de deux plates-formes d'artillerie ayant deux petites niches bétonnées pour les coups de sûretés. Devant ce bâtiment se trouve le premier virage à 180°. Le chemin continue sa progression en longeant le magasin à poudre de 80 tonnes de poudre noire. Il s'agit du seul, avec celui du fort de Joux, à avoir son berceau décalé. Sa position à contre-pente de la direction présumée dangereuse a permis que l'on pratique deux fenêtres dans son flanc gauche. On ne peut y manquer une très impressionnante fissure.
Le second virage du chemin même dans la grande cour du fort, face au cinq travées sur un seul niveau du casernement de la troupe. Ce casernement n'est pas rectiligne, ses flancs se rabattant légèrement vers l'intérieur. Un cavalier d'artillerie le domine une traverse-abri simple et une double, tandis qu'en avant et en contrebas une position d'infanterie occupe tout le front ouest. Également des citernes et un téléphérique à traction muletière, relié au fort du Randouillet. L'altitude ayant probablement découragé les récupérateurs de métaux, ce fort est encore riche de ce point de vue ; lits, fourneau, portes, volets... Son nom (« Petit Enfer » devenu Infernet) proviendrait de ce que la foudre aurait une fâcheuse tendance à souvent y tomber. Au sommet du fort, un petit obélisque témoigne d'ailleurs de ce qu'ici, en 1934, un soldat est mort foudroyé. Ce que l'on sait, en revanche, c'est que lors des essais de tirs il a connu de gros problèmes de stabilisation de terrain et il en porte aujourd'hui encore les stigmates. Le paysage est à couper le souffle.
Un fourneau François-vaillant modèle ? type C ou D, plutôt complet. La cuve pour les marmites a été retirée mais, probablement trop lourde à emporter, est restée sur le sol à proximité.
- Type C (hauteur 80 cm, longueur 132 cm, profondeur 108 cm (nombre de marmites 2 de 100, 110 ou 125 litres, nombre de marmites d'eau chaude 1 de 50 litres ;
- type D (hauteur 80 cm, longueur 132 cm, profondeur 102 cm (nombre de marmites 2 de 75 litres, nombre de marmites d'eau chaude 1 de 40 litres[1],[2].

## Historique
Pendant la bataille des Alpes, quatre mortiers français de 280 mm Schneider ouvrent le feu, le 21 juin 1940, des lieux-dits Poët-Morand et Eyrette sur l'arrière de l'Infernet, sur le fort italien du mont Chaberton qui menace Briançon 17 km en contrebas avec ses huit canons de gros calibre. Six des huit tourelles sont détruites. Une victoire acquise, à la suite d'un succès technique de l'artillerie de montagne française commandée par le lieutenant André Miguet.